# Haute école de gestion de Genève
 (mars 2025).
L'article doit être relu — et modifié si nécessaire — par des contributeurs indépendants pour apporter un regard critique aux contributions effectuées en violation des conditions d'utilisation de Wikipédia, tant sur la forme (notamment concernant le style encyclopédique, la proportionnalité) que sur le fond (la neutralité de point de vue, la qualité et l'indépendance des sources).
 (mars 2025).
Si vous disposez d'ouvrages ou d'articles de référence ou si vous connaissez des sites web de qualité traitant du thème abordé ici, merci de compléter l'article en donnant les références utiles à sa vérifiabilité et en les liant à la section « Notes et références ».
Pour les articles homonymes, voir HEG.
La Haute école de gestion (HEG) de Genève est une école de niveau universitaire spécialisée dans le domaine commercial. Cette école est rattachée à la Haute école spécialisée de Suisse occidentale (HES-SO).

## Localisation
La HEG est située Rue de la Tambourine 17, en partie dans les anciens bâtiments des laboratoires Battelle, à Carouge (Genève). Depuis plusieurs années, l'ensemble du personnel et des étudiants déploraient le manque d'espace et la mauvaise qualité des bâtiments, pourtant classés. Après moult débats, le projet de construction d'un nouveau bâtiment est accepté par le Grand Conseil du canton de Genève en mai 2011. La construction de ce bâtiment débute en mai 2013. La cérémonie de pose de la première pierre a  lieu le 17 juin 2013,. Le bâtiment dont le coût total est de 52 millions de francs est inauguré le 1er mars 2016.

## Accès
La Haute École de Gestion de Genève (HEG) est située sur le campus de Battelle], à Carouge, bénéficiant ainsi d'une bonne accessibilité en transports publics et en voiture.

### Transport publics
La HEG est desservie par plusieurs lignes des Transports publics genevois (TPG) :
- Trams : lignes 12 et 18[7]
- Bus : lignes 41, 44 et 45[7]

L’arrêt le plus proche est  Rondeau de Carouge, situé à quelques minutes à pied. Par ailleurs, la gare CFF de Lancy-Bachet, située à environ 10 minutes à pied, offre des liaisons ferroviaires vers Cornavin, l’aéroport de Genève, et d'autres destinations nationales et internationales.

### Accès routier et autoroutier
L'école est accessible via plusieurs axes routiers majeurs : 
- Route de Saint-Julien, un axe majeur reliant le centre-ville de Genève et notamment Carouge aux communes de Lancy et Plan-les-Ouates.
- Route de Drize, qui relient Carouge aux zones résidentielles situées au sud de Genève dans la commune de Troinex.
- Autoroute A1a, avec la sortie "Lancy-Sud" (sortie n°2), permettant un accès direct à Carouge via la Route de Saint-Julien. Elle offre également un accès direct aux infrastructures routières locales et facilite les déplacements vers la France voisine.

Un parking est disponible aux alentours, mais les places peuvent être limitées aux heures de pointe.
Il est conseillé de consulter le site officiel de l'école, ainsi que les services de transports publics genevois, pour obtenir des informations précises sur les lignes et les horaires.

## Stationnement
Pour les visiteurs en voiture, plusieurs options de stationnement sont disponibles à proximité du campus dont les deux parking suivants : 
- Parking HEG Battelle intérieur[10] : situé au 17, rue de la Tambourine, ce parking dispose de 74 places.
- Parking Battelle extérieur[11] : situé au 7, route de Drize, ce parking offre 130 places.